# Jon Lovitz
Jonathan Michael Lovitz (Tarzana, 21 de Julho de 1957), mais conhecido como Jon Lovitz, é um ator, dublador, cantor e comediante norte-americano. Ele é mais conhecido por ter feito parte do elenco do Saturday Night Live, de 1985 a 1992, e por ter estrelado a série de desenho animado The Critic, dando voz ao o crítico de cinema Jay Sherman. Lovitz também é conhecido pelas diversas participações que fez em Os Simpsons, dublando vários personagens, entre eles, Artie Ziff, o primeiro pretendente de Marge Simpson.

## Filmografia

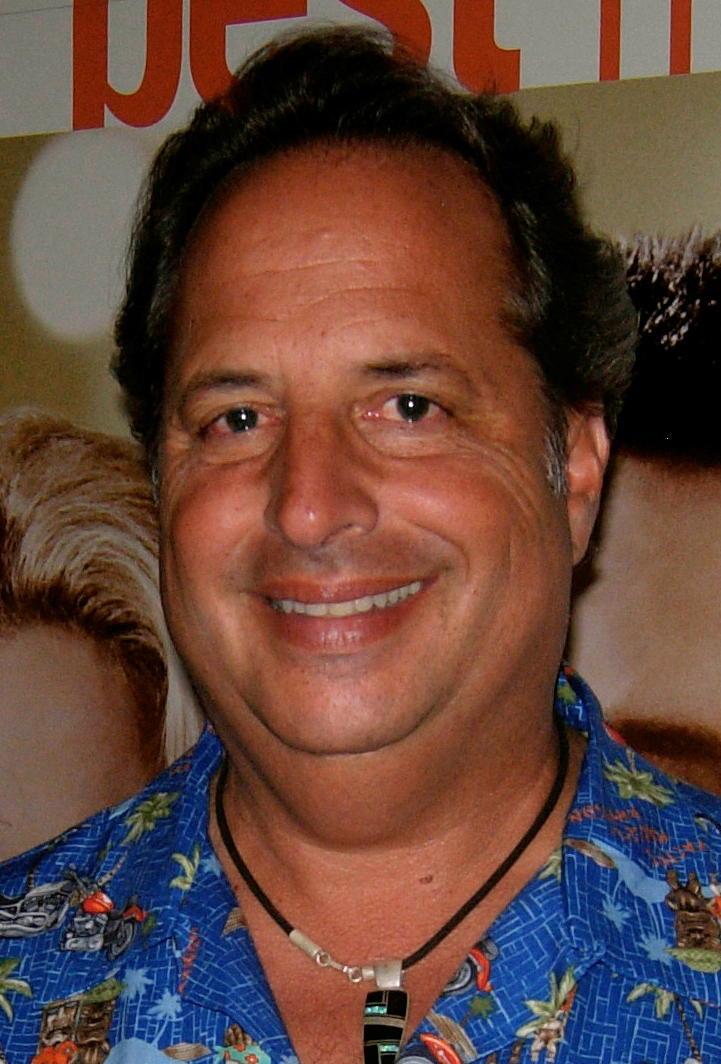
Lovitz em 2008

### No cinema
| Ano  | Título                                        | Papel                              | Notas          |
| ---- | --------------------------------------------- | ---------------------------------- | -------------- |
| 1986 | Hamburger... The Motion Picture               | Segurança                          |                |
| 1986 | Last Resort                                   | Bartender                          |                |
| 1986 | Jumpin' Jack Flash                            | Doug                               |                |
| 1986 | Ratboy                                        | Convidado da festa                 |                |
| 1986 | ¡Three Amigos!                                | Morty                              |                |
| 1987 | The Brave Little Toaster                      | Radio                              | Voz            |
| 1988 | Big                                           | Scotty Brennen                     |                |
| 1988 | My Stepmother Is an Alien                     | Ron Mills                          |                |
| 1990 | Mr. Destiny                                   | Chip Metzler                       |                |
| 1991 | An American Tail: Fievel Goes West            | Chula                              | Voz            |
| 1992 | The Buzz                                      | (papel desconhecido)               |                |
| 1992 | A League of Their Own                         | Ernie Capadino                     |                |
| 1992 | Mom and Dad Save the World                    | Imperador Tod Spengo               |                |
| 1993 | Loaded Weapon 1                               | Becker                             |                |
| 1993 | Coneheads                                     | Dr. Rudolph                        |                |
| 1994 | City Slickers II: The Legend of Curly's Gold  | Glen Robbins                       |                |
| 1994 | North (filme)                                 | Arthur Belt                        |                |
| 1994 | Trapped in Paradise                           | Dave Firpo                         |                |
| 1996 | For Goodness Sake II                          | (papel desconhecido)               |                |
| 1996 | The Great White Hype                          | Sol                                |                |
| 1996 | Matilda                                       | Apresentador do Million $ Sticky   | Não creditado  |
| 1996 | High School High                              | Richard Clark                      |                |
| 1998 | The Wedding Singer                            | Jimmie Moore                       | Não creditado  |
| 1998 | Happiness                                     | Andy Kornbluth                     |                |
| 1999 | Lost & Found                                  | Tio Harry                          |                |
| 2000 | Small Time Crooks                             | Benny                              |                |
| 2000 | Little Nicky                                  | Peeper                             |                |
| 2000 | Sand                                          | Kirby                              |                |
| 2001 | 3000 Miles to Graceland                       | Jay Peterson                       |                |
| 2001 | Cats & Dogs                                   | Calico                             | Voz            |
| 2001 | Rat Race                                      | Randall "Randy" Pear               |                |
| 2001 | Good Advice                                   | Barry Sherman                      |                |
| 2002 | Eight Crazy Nights                            | Tom Baltezor                       | Voz            |
| 2003 | Dickie Roberts: Former Child Star             | Sidney Wernick                     |                |
| 2004 | The Stepford Wives                            | Dave Markowitz                     |                |
| 2005 | Bailey's Billion$                             | Bailey                             | Voz            |
| 2005 | Pancho's Pizza                                | (papel desconhecido)               | Curta-metragem |
| 2005 | Os Produtores                                 | Sr. Marks                          |                |
| 2006 | The Benchwarmers                              | Mel                                |                |
| 2006 | Southland Tales                               | Bart Bookman                       |                |
| 2006 | Farce of the Penguins                         | Pinguim do 'Meus olhos estão aqui' | Voz            |
| 2007 | I Could Never Be Your Woman                   | Rob                                |                |
| 2010 | Casino Jack                                   | Adam Kidan                         |                |
| 2012 | Jewtopia                                      | Dennis Lipschitz                   |                |
| 2012 | Hotel Transylvania                            | Quasimodo                          | Voz            |
| 2012 | A Mouse Tale                                  | Rei dos Ratos                      | Voz            |
| 2013 | Grown Ups 2                                   | Zelador da academia                |                |
| 2013 | Jungle Master                                 | Mulla                              | Voz            |
| 2013 | Jay & Silent Bob's Super Groovy Cartoon Movie | Cientista louco                    | Voz            |
| 2013 | Bula Quo!                                     | Wilson                             |                |
| 2014 | Birds of Paradise                             | Skeeter                            | Voz            |
| 2015 | Hotel Transylvania 2                          | O Fantasma da Ópera                | Voz            |
| 2015 | The Ridiculous 6                              | Ezekiel Grant                      |                |
| 2016 | Mother's Day                                  | Wally Burn                         |                |
| 2017 | Sandy Wexler                                  | Testamenteiro                      |                |
| 2017 | Killing Hasselhoff                            | Barry                              |                |
| 2025 | Happy Gilmore 2                               | Homem Elegante/Dapper Man          |                |

### Na televisão
| Ano           | Série                    | Papel                                               | Nota                             |
| ------------- | ------------------------ | --------------------------------------------------- | -------------------------------- |
| 1984          | The Paper Chase          | Levitz                                              | (1 episódio)                     |
| 1985-1986     | Foley Square             | Mole                                                |                                  |
| 1985-1992     | Saturday Night Live      | Vários personagens                                  | (92 episódios)                   |
| 1991          | Tales from the Crypt     | Barry Blye                                          | (1 episódio)                     |
| 1991          | Married... with Children | Jeff Littlehead                                     | (1 episódio)                     |
| 1991-presente | The Simpsons             | Artie Ziff, Jay Sherman e vários outros personagens | Voz (18 episódios até o momento) |
| 1993          | A League of Their Own    | Ernie Capadino                                      | (1 episódio)                     |
| 1994-1995     | The Critic               | Jay Sherman                                         | (23 episódios)                   |
| 1995          | Seinfeld                 | Gary Fogel                                          | (1 episódio)                     |
| 1995; 2003    | Friends                  | Steve                                               | (2 episódios)                    |
| 1997          | The Naked Truth          | Acer Predburn                                       | (1 episódio)                     |
| 1997-1999     | NewsRadio                | Ulysses S. Grant / Mike Johnson / Max Lewis         | (23 episódios)                   |
| 2002          | Son of the Beach         | Pai do bebê de BJ                                   | (1 episódio)                     |
| 2003          | Stripperella             |                                                     | (1 episódio)                     |
| 2003          | Just Shoot Me!           | Roland Devereaux                                    | (1 episódio)                     |
| 2004-2005     | Las Vegas                | Fred Puterbaugh                                     | (3 episódios)                    |
| 2006          | Two and a Half Men       | Archie Baldwin                                      | (1 episódio)                     |
| 2010          | WWE RAW                  | Ele mesmo                                           | (1 episódio)                     |
| 2011-2012     | Hot in Cleveland         | Homem sem-teto / Artie                              | (4 episódios)                    |
| 2012-2015     | Mr. Box Office           | Bobby Gold                                          | (27 episódios)                   |
| 2013-2014     | New Girl                 | Rabino Feiglin                                      | (1 episódio)                     |
| 2015          | Hawaii Five-O            | Barry Burns                                         | (1 episódio)                     |
| 2016          | Animals                  | Ele mesmo / Velho Ben                               | Voz (3 episódios)                |
| 2017          | Justice League Action    | Sid Sharp                                           | Voz (1 episódio)                 |
| 2019          | The Goldbergs            | Jimmie Moore                                        | (1 episódio)                     |